# Centeotl
En la mitologia asteca Centeotl (també anomenat Centeocihuatl o Cinteotl) era un déu del blat de moro (originàriament era una deessa), al qual es dedicava el quart mes del calendari asteca. Era fill de Tlazolteotl i marit de Xochiquetzal. Era la versió masculina de Chicomecoatl.